# 2013終極神差
《2013終極神差》是一部1997年美國劇情片，凯文·科斯特纳身兼導演、製片人和主演。本片改編自大衛·布林的1985年科幻小說《末日邮差》，劇本先後由艾瑞克·羅斯與布萊恩·海格蘭執筆。其他演員包含威爾·派頓、勞倫斯·泰德、奥利维娅·威廉斯、詹姆斯·羅素與湯姆·佩蒂等人。本片設定在2013年，美國已因戰亂而四分五裂，在一片後末日的景象中，科斯特纳飾演的流浪演員在陰錯陽差下成為郵差，並逐漸變成美國重建的希望象徵。
製片人史蒂夫·蒂施在1985年便鎖定了該年出版的原著小說，並與《阿甘正传》編劇羅斯合作，但在接下來的幾年未能覓得導演和主演，最後由科斯特纳擔下，劇本也由海格蘭改寫。本片是科斯特纳繼《與狼共舞》後第二次執導電影。主体拍摄於1997年春季至夏季進行，劇組前往亚利桑那州、俄勒冈州和华盛顿州的一些地點取景。在後期製作中，劇組借助接景和綠幕技術來得到想呈現的畫面。本片的製作成本為8000萬美元。
本片由华纳兄弟出品，於1997年12月25日圣诞节檔期在美國上映。本片遭到多數影評人給予負評，影評人大多批評科斯特纳過度自負的導演表現以及老套做作的情節，不過認可本片的拍攝品質。本片在票房方面也失利，全美票房僅1762萬美元，被視為票房炸弹。本片在該年度的金酸莓獎拿下包含最差電影在內的五個最差獎項，是該屆最大輸家。

## 劇情

### 設定
本片設定在一個後末日的世界，時間是2013年。主角是一名流浪演員，姓名不詳，他帶著一頭驢子比爾（Bill）到處流浪，在村莊表演莎士比亞劇作以維生。美國和其政府已在主角小時候因戰爭而瓦解，核武器破壞大地和氣候，倖存的人們各自組成村落。一些民兵組織紛紛出現，其中勢力最大的是已故励志演讲人納森·何恩（Nathan Holn）成立的何恩黨，該黨遵循何恩的八條教義，成員都烙上「8」的標記。何恩黨平時向村莊徵收資源和男丁，並犯下种族主义的暴力行為，最高領導者由決鬥來決定，現在的首領是主張弱肉強食的伯利恆將軍。

### 故事大綱
在一座鎮上表演時，主角不巧遇到來徵兵的何恩黨，被強行抓去成為他們的一員，失去了私人物品和驢子。伯利恆也熟悉莎士比亞作品，對主角另眼看待，但認為他太懦弱而成不了戰士。主角趁著出任務的時候跳到河裡逃亡，希望能逃往傳聞中的天堂——聖羅斯鎮（St. Rose）。他在一輛廢棄的車裡棲身，車裡有一具已成白骨的郵差屍體和一堆信，主角起心動念，決定充當郵差來騙吃騙住。
主角前往松景鎮（Pineview），謊稱自己是美國政府派出的郵差，雖然不被警長信任，他仍成功送達了一封信。主角受到鎮民的歡迎及款待，在眾人詢問下，主角又編出美國政府已重建的虛假消息，聲稱總統是缅因州人理查·史塔基（Richard Starkey）。女鎮民愛碧因為丈夫不孕，為了懷上孩子而與主角發生一夜情。鎮上的黑人少年福特·林肯深受鼓舞並自薦成為郵差，主角只好裝模作樣地授權福特，讓他成為正式信差，並將鎮上的郵局交給他。
隔天主角被警長趕走，沿途繼續收信和送信，沒多久伯利恆來到松景鎮，下令將掛著美國國旗的郵局燒毀，還在殺了愛碧的丈夫後將她擄走。之後，主角和伯利恆的人馬正好在同一個小鎮相逢，但伯利恆沒有認出主角。小部分鎮民受到主角說詞鼓舞而拒絕讓何恩黨進入，伯利恆下令屠城，主角與愛碧奪槍逃亡，槍戰中主角中彈受傷。兩人在山裡度過一段時日，愛碧懷著主角的孩子，但兩人之間並沒有顯現出愛情。
下山後，主角發現福特成立了送信中心，有許多年輕信差加入，且自己已被宣揚為傳奇人物「郵差」（the postman）。信差們廣傳美國政府已重建的消息，一些地區的人民受到鼓舞，開始表現出對何恩黨的反抗，伯利恆於是下令搜捕「郵差」。主角和一群年輕信差成功伏擊何恩黨，但福特自作主張的宣戰式行為激怒了伯利恆，伯利恆開始濫殺信差和村民，迫使主角解散送信中心以避免無辜人們犧牲，福特自願將主角的投降信帶給伯利恆。但伯利恆意識到「郵差」已成為一種精神象徵，除非將所有信差剷除，否則反抗不會結束，於是他將福特暫時押為人質。
主角、愛碧與三名年輕信差逃到大橋鎮（Bridge City），市長願意庇護他們，並讓主角坐纜車到他處召集反抗何恩黨的人們。離去前，主角與愛碧互訴衷情，愛碧坦承太晚察覺自己已愛上主角。最終，主角帶領著一支志願軍，與伯利恆帶領的何恩黨對峙。伯利恆自認了解主角的弱點，用福特的生命來威脅主角。為了避免犧牲，主角要求執行何恩黨的決鬥規則，與伯利恆爭奪領導權，並當眾露出何恩黨的烙印，所有人都大吃一驚。伯利恆沒有拒絕餘地，兩人便在兩軍中央肉搏，最後由主角勝利。主角宣布了新的規矩，主張和平與重建美國，並阻止福特射殺伯利恆。伯利恆反過來試圖偷襲主角，與伯利恆有仇的副手蓋狄上校將他射殺。事情結束後，主角與愛碧重逢，並見到了自己剛誕生的女兒，名叫「希望」（Hope）。
時間跳轉至2043年的聖羅斯，主角於該年辭世並被以銅像紀念，他的女兒向眾人發表演說。新的美國已經建立起來，主角的事蹟為人們所紀念。

## 角色

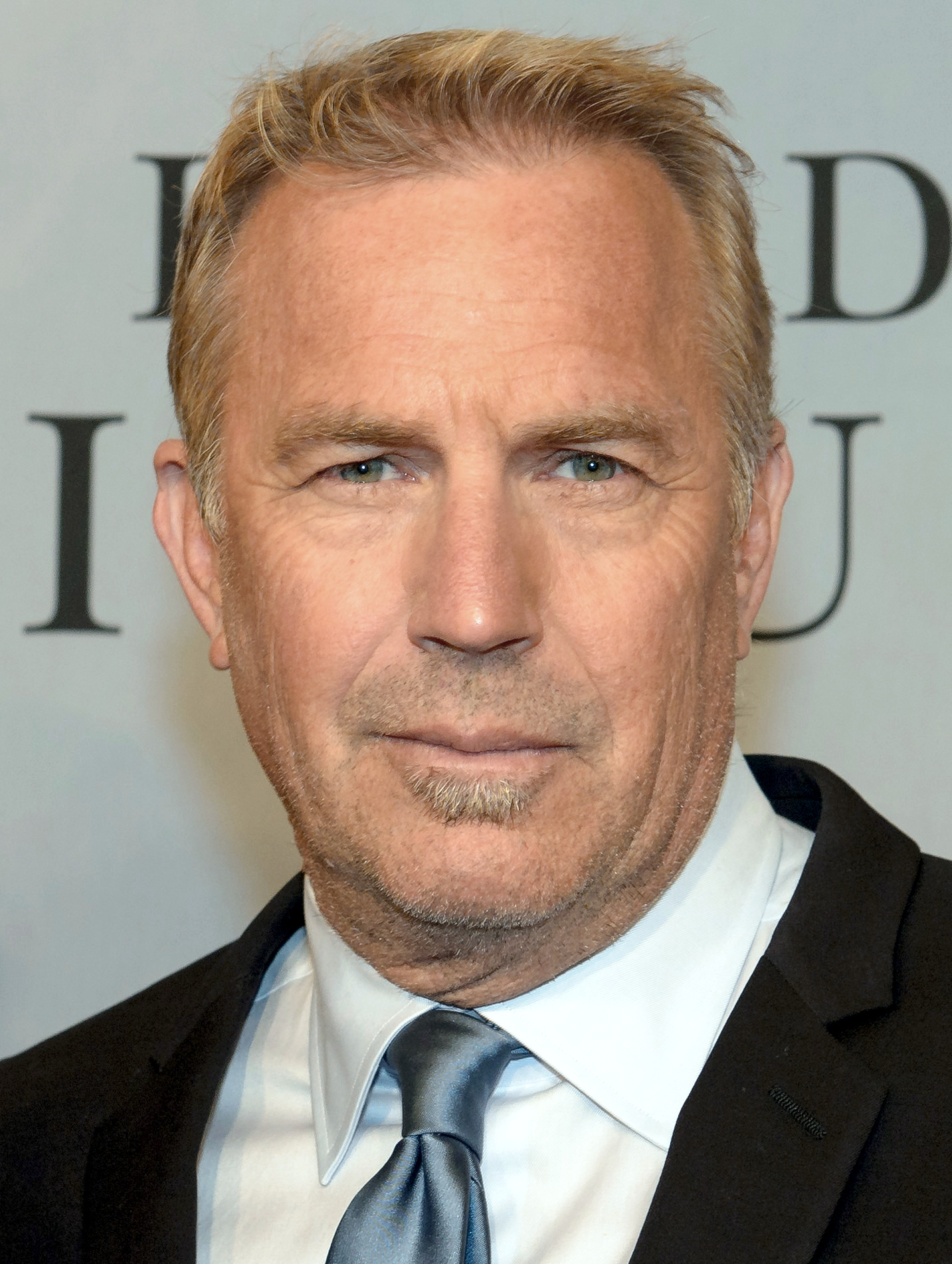
凯文·科斯特纳（攝於2016年）身兼本片的導演、製片人及主演

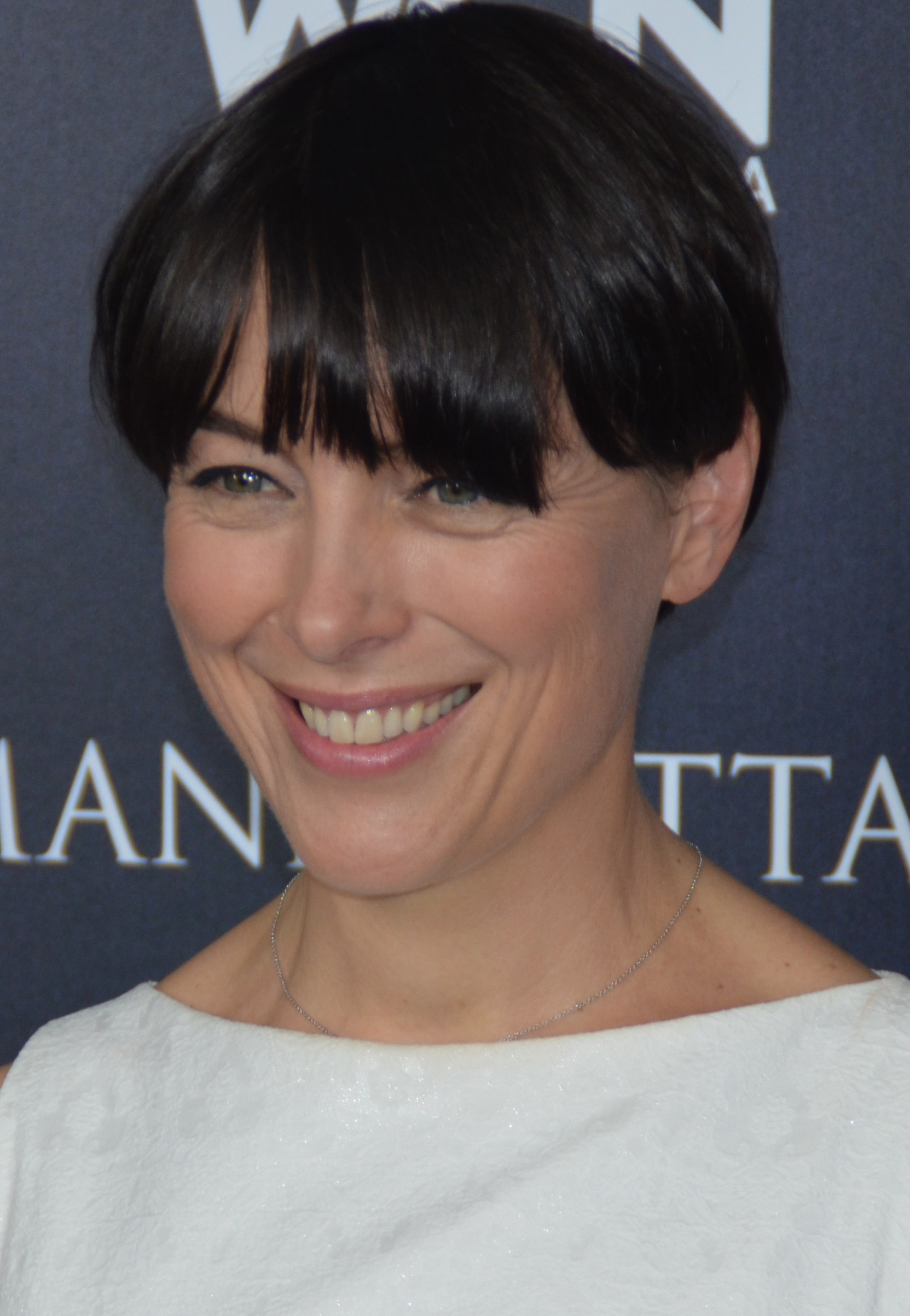
奥利维娅·威廉斯（攝於2014年）擔任本片女主角，是她的電影處女秀

- 凯文·科斯特纳飾演郵差（The Postman）：帶著驢子四處演戲維生的流浪者，本名不詳。出生於1973年，曾經歷亂世以前的時光，如今只求溫飽。
- 威爾·派頓（英语：Will Patton）飾演伯利恆將軍（General Bethlehem）：何恩黨的現任首領，在戰亂之前是一名業務員。
- 勞倫斯·泰德（英语：Larenz Tate）飾演福特·林肯·水星（Ford Lincoln Mercury）：松景鎮上孤獨的黑人少年，名字非本名，而是他取自福特汽车及其品牌林肯汽車和水星汽车。
- 奥利维娅·威廉斯飾演愛碧（Abby）：松景鎮居民，與第一次來送信的主角結下情緣。
- 詹姆斯·羅素（英语：James Russo）飾演愛德荷（Idaho）：何恩黨的小隊長。
- 丹尼爾·馮·巴根（英语：Daniel von Bargen）飾演布斯科警長（Sheriff Briscoe）：守衛松景鎮的人。
- 湯姆·佩蒂飾演大橋鎮鎮長（Bridge City Mayor）。主角認出他以前曾是名人。
- 史考特·貝爾斯特飾演盧克（Luke）：何恩黨成員，奉命刺殺郵差，但心生動搖而未下手。
- 乔瓦尼·瑞比西飾演第20號土匪（Bandit #20）：被迫加入何恩黨，但反而決定為之賣命，最後在追捕主角時被殺。
- 蘿伯塔·麥斯威爾（英语：Roberta Maxwell）飾演艾琳·瑪西（Irene March）：松景鎮的老婦人，主角送出的第一封信的收信人。
- 喬·桑托斯（英语：Joe Santos）飾演蓋狄上校（Colonel Getty）：伯利恆將軍的副手，之前挑戰對方失敗後遭到割去舌頭和睪丸。
- 朗·麥拉提（英语：Ron McLarty）飾演老喬治（Old George）：信差之一，擁有工程背景的老兵。
- 佩姬·利普顿飾演艾倫·瑪西（Ellen March），艾琳的女兒。
- 布萊恩·安東尼·威爾森（英语：Brian Anthony Wilson）飾演伍迪（Woody）：被迫加入何恩黨的村民。
- 陶德·艾倫（Todd Allen）飾演吉布斯（Gibbs）：何恩黨成員。
- 查爾斯·埃斯滕飾演麥克（Michael）：愛碧的丈夫，無法生育。
- 安·科斯特納（Anne Costner）[註 2]飾演馬尾女孩（Ponytail）：信差之一，主角與愛碧遇到的第一個年輕信差。
- 喬·科斯特納（Joe Costner）[註 2]飾演要寄信的男孩（Letter Boy）
  - 馬克·湯瑪森（Mark Thomason）飾演長大後的男孩
- 瑪莉·史都華·馬斯特森（英语：Mary Stuart Masterson）飾演希望（Hope）：主角與愛碧的女兒[10]。

其他還有：雷克斯·林恩飾演梅瑟（Mercer）、蕭恩·哈特西飾演比利（Billy）、雷恩·赫斯特飾演艾迪（Eddie）、泰·歐尼爾飾演德魯（Drew）、裘德·埃雷拉飾演一名信差、莉莉·科斯特纳（Lily Costner）飾演莉莉·瑪西（Lily March）。

## 製作過程

### 發展
1985年秋天，製片人史蒂夫·蒂施買下了大衛·布林小說《末日邮差》的電影改編權。布林回憶道，當時小說剛出版幾個月，他在經紀人的催促下便售出了改編權。改編電影在华纳兄弟旗下籌備，蒂施與溫蒂·芬納曼擔任製片人，艾瑞克·羅斯執筆劇本。這三人不久後促成了1994年奥斯卡最佳影片奖得主《阿甘正传》。在接下來的幾年，曾有幾位明星有興趣出演改編電影，包含汤姆·汉克斯、米高·基頓與羅賓·威廉斯，而導演人選則有扬·德邦特、巴瑞·李文森、李察·唐納與朗·侯活，但最後都沒有結果。布林認為，眾演員和導演拒絕本片是因為羅斯寫的劇本太糟糕，經過多次重寫後也沒有改善，他亦稱該劇本背離原著精神。羅斯之後退出了企劃，劇本在1995年的時候已由布萊恩·海格蘭重寫。羅斯稱他原本的劇本是一部帶有讽刺元素的電影，羅斯的經紀人朗·馬迪吉安（Ron Mardigian）則稱，原劇本有著傳統西部片的架構，僅僅描寫善惡對決好人勝的劇情而沒有後來加入的愛國主義描寫，且片長只有2小時而不是3小時。
最後，华纳兄弟時任董事長特里·塞梅尔決定將改編電影交付給凯文·科斯特纳，科斯特纳答應接下。正好布林的妻子此前在看《夢幻成真》時，就認為科斯特纳很適合演《末日邮差》的主角。1996年6月，宣布科斯特纳將擔任主演，科斯特纳的製片公司Tig Productions同時也與華納兄弟續約至1998年結束。科斯特纳、科斯特纳的合作夥伴吉姆·威爾森與蒂施一同擔任製片人，導演則尚未確定。1996年8月底，科斯特纳確認將同時擔任導演，本片是他繼《與狼共舞》後第二次執導電影。科斯特纳請海格蘭編寫新的劇本。
华纳兄弟賦予科斯特纳相當大的主導權，同時他也已身兼導演、主演和製片人三個重要職位。在科斯特纳接管改編電影後，華納兄弟為本片亮起綠燈。據稱科斯特纳為了製作本片，將主演《空军一号》的機會交給哈里森·福特，並且推遲HBO電視劇《肯塔基循環》的製作。選角方面，科斯特纳在拍《軍官與間諜》時非常欣賞共戲演員威爾·派頓，此次便邀請對方來飾演反派伯利恆將軍。對於女主角愛碧，科斯特纳與威爾森認為她堅強獨立、不感情用事，但仍會在戀愛上流露深情，整體上和等人來救的常見動作片女主角很不一樣。他們在看過眾多女演員後選上電影界新人奥利维娅·威廉斯，她此前有過演舞台劇的經驗，但演出電影是頭一遭。大橋鎮鎮長由搖滾歌手湯姆·佩蒂客串飾演，因為科斯特纳想要讓電影觀眾看到新面孔但又覺得面熟。

### 拍攝

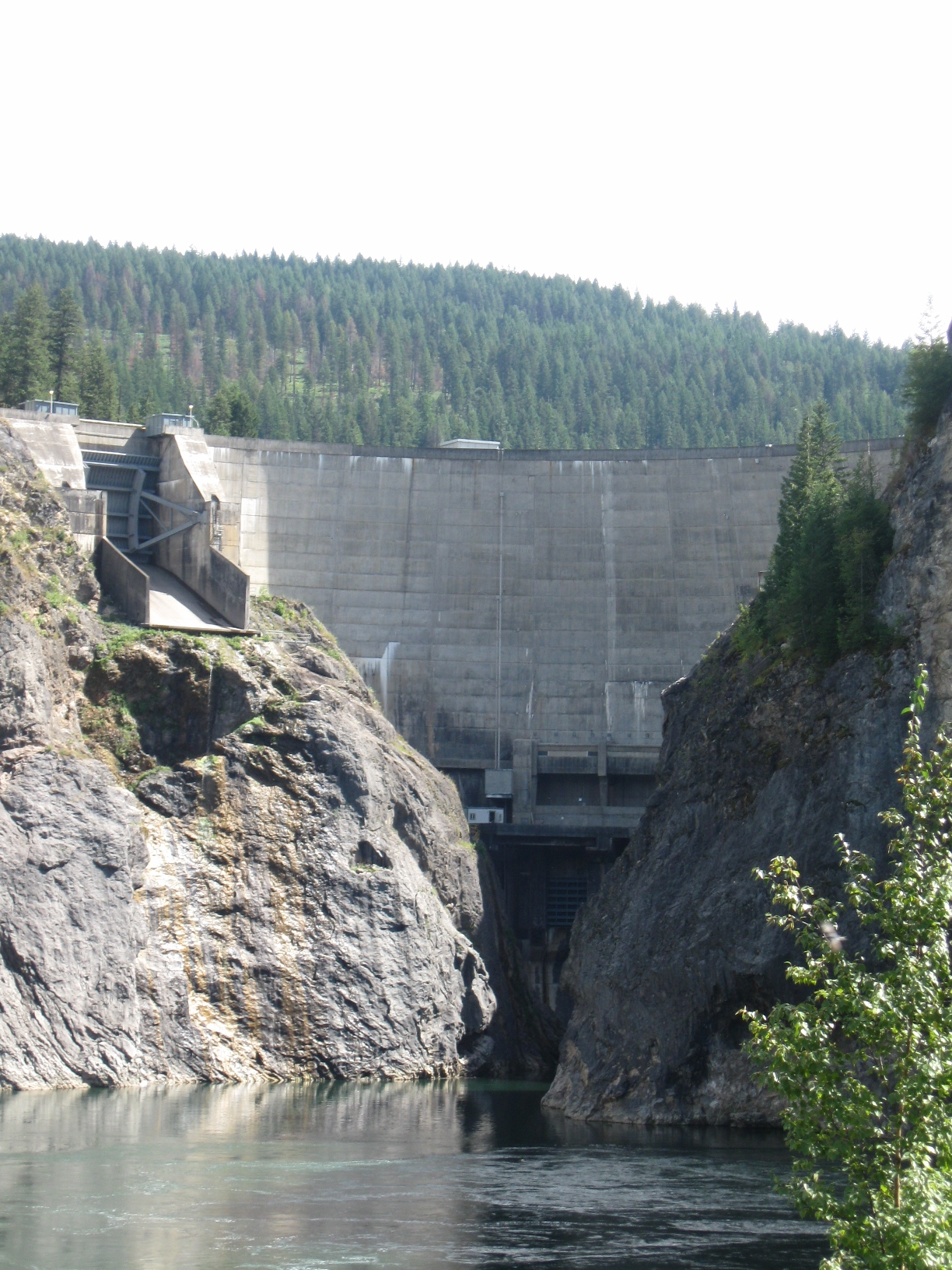
华盛顿州梅塔蘭瀑布鎮的邊界大壩一景

本片的主体拍摄於1997年3月10日開始，在該年春天和夏天完成拍攝。本片的攝影指導由史蒂芬·F·溫頓擔任，他此前曾為科斯特纳監製的電影《復活島》（1994年）掌鏡。本片採用2.35:1的影像長寬比進行拍攝，比當時標準的1.85:1更寬，原因是溫頓與科斯特纳想要呈現史詩感。本片約有九成的畫面是外景拍攝，並有很多廣闊的外景鏡頭。主要取景地由南往北分別是亚利桑那州的图森、俄勒冈州的本德和华盛顿州的梅塔蘭瀑布鎮，主角的旅程即是照這個順序。根據計畫，本片先在图森拍攝約三週，4月初前往俄勒冈州中部拍攝八週，最後在华盛顿州拍攝八週。
劇組於1997年1月開始搭景，在图森一帶耗資100萬美元。在亚利桑那州，劇組於图森和綠谷等地取景，為當地創造大量工作機會，劇組雇用244位當地人員和800位臨時演員。本片的開場位在一座大旱湖，劇組在图森的一處沙石场取景，並建造了船塢殘骸的布景。4月至5月時，劇組前往俄勒冈州拍片，在本德創造了600萬美元的產值。劇組也在該州的史密斯岩州立公園、克魯克特河國家草原和奥乔科国家森林拍攝。5月至7月，劇組到人口僅有230人的梅塔蘭瀑布鎮拍攝，在當地投入700萬美元，但有居民受拍攝所擾。大橋鎮拍攝於該鎮的邊界大壩。劇組在壩面建造了大橋鎮的布景，過程經過當局的許可及審核。在主體拍攝的最後幾週，劇組回到洛杉矶拍攝綠幕戲。
伯利恆將軍的大本營在图森的一處露天採礦場拍攝。對劇組來說，該處是非常大的布景，有1.5英里（2.4）那麼廣，深度則超過1,200英尺（370）。大本營的夜間戲是溫頓當時做過最大的，他用上了25架6千瓦的聚束燈來為畫面整體打光。在該橋段中，伯利恆的手下從河中心的浮動船塢將電影投影在岩壁上，由於劇組沒辦法清楚拍出所播放電影的畫面，所以最後是由電腦特效團隊用數位接景手法加上。
電影的畫面色調反映主角的心境，前半段在图森時是以藍色為主的陰冷色調，到了俄勒冈州之後畫面開始變得豐富美麗，有了更多色彩和溫度。溫頓在拍攝動人場面時會增加攝影機的拍攝速度，例如主角從農場小男孩手中接過信的重要鏡頭，拍攝時是從平常每秒24幀增加至110幀。以一般速度播放這些幀即營造出慢动作的效果，溫頓稱這麼一來觀眾可以清晰地感受而不覺得模糊，並有著夢幻的感覺。

### 特效與後製
大衛·尼格隆（David Negron）擔任本片的視覺效果總監，該職原本是由翠西亞·艾許福德（Tricia Ashford）負責，她在主體拍攝快結束時退出，原因是與科斯特纳溝通不好。尼格隆原本負責本片的分鏡，期間也會向科斯特纳解釋要怎麼實現場景中的特效。本片使用較為低調和寫實風格的特效，主要是藉由接景將現實場景轉換成製作團隊想呈現的末日後景象。例如本片的開場位在一座大旱湖，劇組的取景地並沒有完全符合需求，於是尼格隆與特效公司Cinesite合作，用數位接景技術將科斯特纳身後的三齿蒿從畫面中移除，並在背景中加入從加利福尼亚州拍來的山。另一個例子是攝影指導史蒂芬·F·溫頓覺得晴朗無雲會讓畫面很無聊，所以額外拍了兩百多個特別的雲景，讓後製團隊替換上去。除了雲以外，下雨和下雪的場景也是後製團隊處理的對象。
本片的後期製作期只有不到3個月，因為華納兄弟把檔期定在12月聖誕節。在艾許福德原本的規劃中，特效主要在後製階段完成，主體拍攝期間由特效攝影指導菲利浦·提米（Philipp Timme）拍攝大量素材，在後製時視情況使用。採用這種做法是因為時間緊湊，若在電影拍完之前就開始處理特效，後製團隊只憑分鏡無法完全確定他們要如何著手。然而此法不符常理或傳統，提米認為這可能就是艾許福德與科斯特纳不合的原因。艾許福德退出以及主體拍攝收工後，尼格隆從零完成150個以上的特效鏡頭，他與提米根據艾許福德留下的註記，把已經拍好的素材用在適合的地方，過程頗為艱辛。
在開場橋段中，劇組讓獅子和驢子在綠幕前拍攝，後製中再加入背景。本片也有幾場運用特效的動作戲，例如繩索橋的橋段。演員們實際在懸空的橋上演出，而主角跳到河裡的橋段則使用了特技和特效。科斯特纳的替身演員穿著索具實際從橋上跳下，之後劇組再於綠幕前搭建一座假的吊橋讓科斯特纳「假跳」，最後後製團隊將拍下的畫面整合成該橋段。主角在大橋鎮搭乘纜車的橋段也使用了類似的手法，劇組在水壩拍攝時，科斯特纳乘坐在直升機吊著的車廂裡而非真的纜車，而近距離鏡頭則是在綠幕前拍攝。
《2013終極神差》長達177分鐘，比一般電影還要多出許多。該片在兩場試映中得到的迴響有如災難，華納兄弟高層勸科斯特纳刪減片長，但科斯特纳拒絕，並將該片比做《日瓦戈医生》（1965年，片長193分鐘）。

### 配樂

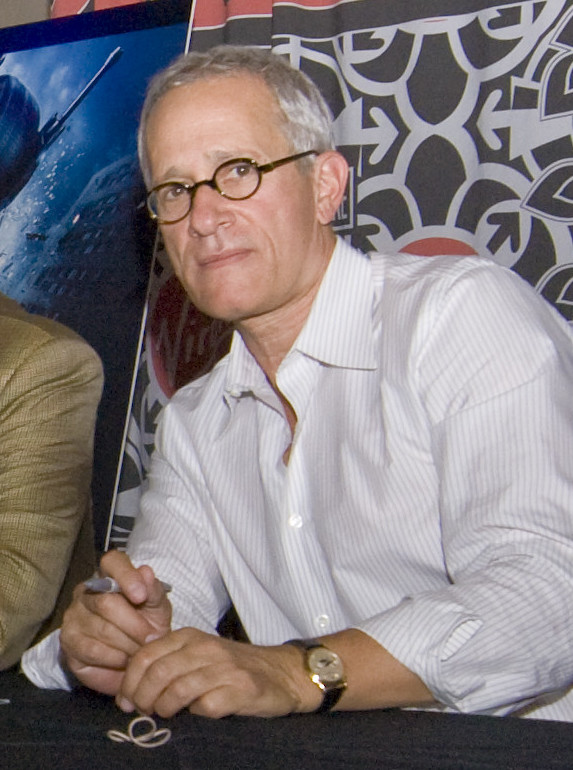
詹姆斯·紐頓·霍華（攝於2008年）操刀本片的配樂

本片的配樂由詹姆斯·紐頓·霍華譜寫，此前他曾為科斯特纳主演的另一部電影《執法捍將》作曲。原聲帶於1997年12月23日發行。
| 原聲帶曲目列表 | 原聲帶曲目列表                 | 原聲帶曲目列表                                        | 原聲帶曲目列表             | 原聲帶曲目列表 |
| 曲序           | 曲目                           | 词曲                                                  | 演出者                     | 时长           |
| -------------- | ------------------------------ | ----------------------------------------------------- | -------------------------- | -------------- |
| 1.             | Main Titles                    | 詹姆斯·紐頓·霍華                                      |                            | 2:21           |
| 2.             | Shelter in the Storm           | 詹姆斯·紐頓·霍華                                      |                            | 6:23           |
| 3.             | The Belly of the Beast         | 詹姆斯·紐頓·霍華                                      |                            | 6:49           |
| 4.             | General Bethlehem              | 詹姆斯·紐頓·霍華                                      |                            | 6:55           |
| 5.             | Abby Comes Calling             | 詹姆斯·紐頓·霍華                                      |                            | 10:50          |
| 6.             | The Restored United States     | 詹姆斯·紐頓·霍華                                      |                            | 6:44           |
| 7.             | The Postman                    | 詹姆斯·紐頓·霍華                                      |                            | 9:50           |
| 8.             | Almost Home                    | 喬諾·曼森（Jono Manson）                              | 喬諾·曼森                  | 3:59           |
| 9.             | It Will Happen Naturally       | 瑪麗亞·馬查多（Maria Machado）、喬諾·曼森             | 喬諾·曼森                  | 2:18           |
| 10.            | The Next Big Thing             | 喬諾·曼森、喬·佛洛德、傑佛瑞·巴爾（Jeffrey Barr）     | 喬諾·曼森                  | 2:19           |
| 11.            | This Perfect World             | 約翰·科因曼（John Coinman）、格倫·伯克（Glenn Burke） | 約翰·科因曼                | 3:38           |
| 12.            | Once This Was The Promise Land | 約翰·科因曼                                           | 約翰·科因曼                | 2:06           |
| 13.            | I Miss My Radio                | 約翰·科因曼、布萊爾·佛沃（Blair Forward）             | 約翰·科因曼                | 2:42           |
| 14.            | Come and Get Your Love         | 羅莉·維加斯                                           | 約翰·科因曼                | 3:07           |
| 15.            | You Didn't Have to Be So Nice  | 約翰·賽巴斯汀、史蒂夫·布恩                            | 艾米·格兰特、凯文·科斯特纳 | 3:39           |
| 总时长：       | 总时长：                       | 总时长：                                              | 总时长：                   | 73:40          |

其他電影中使用的非原創曲目
- Please Mr. Postman

詞曲：威廉·蓋瑞特（William Garrett） / 喬治亞·多賓斯（Georgia Dobbins） / 布蘭恩·霍蘭德 / 佛萊迪·戈曼 / 勞勃·貝特曼

## 上映
本片於1997年12月25日在美國院線上映，為圣诞节檔期電影之一。美國電影協會將本片分為R級，未滿17歲人士不得單獨觀賞，原因是本片包含暴力和少許性愛場面。

### 票房
本片的同週新片有《尽善尽美》、《黑色終結令》、《變種人》和《脫線先生》等電影，前一週上映的《泰坦尼克号》和《新鐵金剛之明日帝國》也還在熱映當中。本片首週末在2207家電影院上映，收穫681萬美元的票房，排名第九。《洛杉磯時報》認為該票房表現令人失望，《綜藝雜誌》則稱本片是該檔期票房失利最慘重的作品。次週末，本片以353萬美元的票房排名第12，慘淡表現被媒體拿來與《泰坦尼克号》的賣座表現做對比。《纽约时报》等報導中稱，本片票房失敗的原因包含負面口碑散播以及行銷宣傳失利。
根據Box Office Mojo，本片的美國票房至下檔時一共為17,626,234美元。本片的全球總票房不明確，The Numbers列出的數據是20,841,123美元，但沒有提供細節。相較之下，本片的製片成本為8000萬美元，營銷宣傳估計花費3500萬美元。本片因此被視為票房炸弹，Filmsite.org估計本片蝕本7000萬美元。
| 週次 | 上映院數 | 週末票房 （單位：美元） | 累積票房 （單位：美元） | 週末名次 | 備註       |
| ---- | -------- | ----------------------- | ----------------------- | -------- | ---------- |
| 1    | 2207     | 526萬                   | 681萬                   | 第9名    | 圣诞节週末 |
| 2    | 2107     | 353萬                   | 1432萬                  | 第12名   |            |
| 3    | 1722     | 112萬                   | 1651萬                  | 第18名   |            |

## 迴響

### 影評
| 綜合得分     | 綜合得分 |
| 來源         | 評分     |
| ------------ | -------- |
|              | 29/100   |
| 爛番茄       | 12/100   |
| 評論得分     |          |
| 來源         | 評分     |
| 奧斯汀紀事   | [ 7 ]    |
| 芝加哥太陽報 | [ 59 ]   |
| 芝加哥論壇報 | [ 60 ]   |
| 帝國雜誌     | [ 61 ]   |
| 今日美國     | [ 62 ]   |

《2013終極神差》獲得多數影評人的負面評價。根据評論匯總网站爛番茄汇总的41篇评论文章，12%的评论家给予该作正面评价，平均打分为4.20分（满分10分）。该网站总结的评论家共识是“凯文·科斯特纳自導自演的《2013終極神差》是他企圖自我造神之下的龐大失策，若非這部片太把自己當一回事，觀眾本可享受一齣單純傻笨的好戲。”在Metacritic網站上，本片得到「負面評論為主」的綜合評分，獲得了29/100分（14位影評人）。據美國CinemaScore所進行的調查，觀眾的平均評價於A+至F間落於「B-」。
影片人發現本片的風格和預期有所出入。《洛杉磯時報》影評肯尼斯·圖蘭認為觀眾預期看到《未来水世界》的陸地版，但本片脫離後末日憂鬱氛圍後露出傻蠢的一面，可說是煞有其事的大雜燴，好比讓法蘭克·卡普拉來導演《疯狂的麦克斯2》。《芝加哥太陽報》的罗杰·埃伯特指出本片結合了《與狼共舞》和《未来水世界》的核心題材，結果卻拍得像是西部片，《綜藝雜誌》的陶德·麥卡錫等也認為本片比較像西部片。對於本片的主旨，《纽约时报》的史蒂芬·霍登認為本片充斥國族主義，令人不適。麥卡錫認為本片藉由後末日光景鼓吹對美國基本價值的復興，但又給人一種叛逆和反建制的感覺，可能導致觀眾反應兩極。
本片在劇情和場景安排上遭到批評，許多負評指向了科斯特纳的自負表現，片長過長也被視為問題。霍登批評本片是貨真價實的糟糕史詩片，充斥陳腔濫調和做作的情緒化氛圍，並認為科斯特纳自賣自誇到無恥的程度。《Time Out》編輯批評本片缺少細節解釋，故事也不流暢。《奧斯汀紀事》影評羅素·史密斯（Russell Smith）抱怨科斯特纳放任場景的感性程度，例子包含不必要的慢動作鏡頭、配樂過度渲染以及做作的台詞。《今日美國》影評麥克·克拉克與圖蘭認為本片是科斯特纳虛榮心作祟的產物，圖蘭稱本片的整體風格和演員表現違背常理，顯示出讓一名電影明星（科斯特纳）自掌導演筒會出什麼差錯。埃伯特覺得本片愚蠢且自命不凡，一些做作的橋段引人譏笑，不過整部片「有著善良的心地」（good-hearted）。麥卡錫認為本片在講到重要主旨時未能控制力度而顯得笨拙自大，但認可科斯特纳在本片的表現。也有影評人點出美國民眾對美國郵政署印象不佳，本片把英雄設定為郵差未必明智。
本片的製作品質及畫面吸引力得到影評人認可。麥卡錫認為本片的旅程宏偉且振奮人心，畫面亦引人入勝，他將後者歸功於出色的取景地點、攝影指導史蒂芬·F·溫頓、藝術指導艾達·蘭登以及服裝設計约翰·布龙菲尔德（John Bloomfield）。影評人對本片的配角陣容褒貶不一，新人奥利维娅·威廉斯的演出備受肯定，威爾·派頓與丹尼爾·馮·巴根也得到好評，不過搖滾歌手湯姆·佩蒂的演出遭到詬病。

### 獎項
本片在該年度的金酸莓獎入圍最差電影等五個獎項，最終全數拿下，是該屆最大輸家。
| 獎名/影展名    | 頒獎日期      | 獎項                         | 入圍者                                                      | 結果 | 來源                 |
| -------------- | ------------- | ---------------------------- | ----------------------------------------------------------- | ---- | -------------------- |
| 史汀克斯爛片獎 | 1998年        | 最差電影                     | 《2013終極神差》                                            | 提名 | [ 72 ] [ 73 ] [ 74 ] |
| 史汀克斯爛片獎 | 1998年        | 最差導演                     | 凯文·科斯特纳                                               | 提名 | [ 72 ] [ 73 ] [ 74 ] |
| 金膠捲獎       | 1998年3月21日 | 最佳真人電影音效剪輯（配樂） | 《2013終極神差》                                            | 提名 | [ 75 ] [ 76 ]        |
| 金酸莓獎       | 1998年3月22日 | 最差男主角                   | 凯文·科斯特纳                                               | 獲獎 | [ 71 ]               |
| 金酸莓獎       | 1998年3月22日 | 最差導演                     | 凯文·科斯特纳                                               | 獲獎 | [ 71 ]               |
| 金酸莓獎       | 1998年3月22日 | 最差電影                     | 《2013終極神差》——凯文·科斯特纳、史蒂夫·蒂施與吉姆·威爾森   | 獲獎 | [ 71 ]               |
| 金酸莓獎       | 1998年3月22日 | 最差劇本                     | 艾瑞克·羅斯與布萊恩·海格蘭，改編自大衛·布林小說《末日邮差》 | 獲獎 | [ 71 ]               |
| 金酸莓獎       | 1998年3月22日 | 最差原創歌曲                 | 片中所有歌曲                                                | 獲獎 | [ 71 ]               |
| 土星獎         | 1998年6月10日 | 最佳科幻電影                 | 《2013終極神差》                                            | 提名 | [ 77 ]               |
| 土星獎         | 1998年6月10日 | 最佳電影男配角               | 威爾·派頓                                                   | 提名 | [ 77 ]               |
| 土星獎         | 1998年6月10日 | 最佳電影男主角               | 凯文·科斯特纳                                               | 提名 | [ 77 ]               |
| 金酸莓獎       | 2000年3月25日 | 1990年代最差電影             | 《2013終極神差》                                            | 提名 | [ 78 ] [ 79 ]        |

## 備註
1. ↑  披頭四樂隊成員林格·斯塔的本名即是「Richard Starkey」[7]。
2. 1 2 3  凯文·科斯特纳與妻子辛蒂·席維亞（Cindy Silva）的子女[9]。
3. ↑  電影中將該地點設定為「犹他州大鹽盤」（The Great Salt Flats of Utah）。
4. ↑  投影的電影為《再造战士》和《音乐之声》[11]。
5. ↑  相当于2024年的1.371億美元。
6. ↑  原文：

## 腳註
1. ↑  . British Board of Film Classification. 1998-01-16  [2013-08-31]. （原始内容存档于2019-07-23） （英语）.
2. ↑  《中華民國八十八年電影年鑑》 1999，第71頁.
3. 1 2 3 4 5  Box Office Mojo上《The Postman》的資料（英文）
4. 1 2 3 4  Weinraub, Bernard. . The New York Times. 1998-01-05  [2024-04-15]. （原始内容存档于2015-05-27） （美国英语）.
5. 1 2  Dirks, Tim. . Filmsite.org（英语：Filmsite.org）. AMC. （原始内容存档于2017-12-22）.
6. 1 2 3 4  Smith, Russell. . The Austin Chronicle. 1997-12-26  [2024-05-06]. （原始内容存档于2024-05-06） （美国英语）.
7. 1 2 3 4 5  . thepostman.com. Warner Bros.   [2024-04-09]. （原始内容存档于1998-02-05） （英语）.
8. ↑  Oldenburg, Ann. . Florida Today. Gannett News Service. 1997-12-29  [2024-04-27]. （原始内容存档于2024-04-27） –Newspaper.com （英语）.
9. ↑  Parish 2006，第264頁.
10. 1 2 3 4  《2013終極神差》片尾名單
11. 1 2  Grove, Martin. . The Hollywood Reporter. 1997-12-24 （美国英语）.Nexis Uni 3RN7-7HK0-006P-R0SY-00000-00
12. 1 2 3 4  Brin, David. . Worlds of David Brin. DavidBrin.com. December 1998  [2010-01-27]. （原始内容存档于2024-04-08） （美国英语）.
13. 1 2 3 4 5 6 7  Welkos, Robert W. . Los Angeles Times. 1998-01-13  [2024-04-11]. （原始内容存档于2024-04-11） （美国英语）.
14. ↑  Galloway, Stephen. . The Hollywood Reporter. 1995-05-05 （美国英语）.Nexis Uni 3SJF-BXG0-006P-R26H-00000-00
15. ↑  Galloway, Stephen. . The Hollywood Reporter. 1995-05-08 （美国英语）.Nexis Uni 3SJF-BXD0-006P-R24M-00000-00
16. 1 2  Galloway, Stephen. . The Hollywood Reporter. 1996-06-10 （美国英语）.Nexis Uni 3SJF-BH90-006P-R4W8-00000-00
17. ↑  Fleming, Mike. . New York Daily News. 1996-08-25  [2024-04-10]. （原始内容存档于2024-04-09） –Newspapers.com （美国英语）.
18. ↑  Meyer, Joshua. . SlashFilm. 2023-01-10  [2024-04-21]. （原始内容存档于2024-02-27） （美国英语）.
19. ↑  Variety Staff. . Variety. 1998-04-07  [2024-04-23]. （原始内容存档于2024-04-23） （美国英语）.
20. 1 2 3  Daniels, Jeffrey. . The Hollywood Reporter. 1997-03-19 （美国英语）.ProQuest 2469208067Nexis Uni 3SJF-B7G0-006P-R2NC-00000-00
21. 1 2 3 4  Oppenheimer 1997，第87頁.
22. ↑  Oppenheimer 1997，第86頁.
23. ↑  Oppenheimer 1997，第89-90頁.
24. ↑  Muttalib, Bashirah. . Variety. 1998-01-22  [2024-04-23]. （原始内容存档于2024-04-23） （美国英语）.
25. 1 2 3 4 5 6 7  Magid 1997，第94頁.
26. 1 2  Variety Staff. . Variety. 1997-06-12  [2024-04-23]. （原始内容存档于2024-04-23） （美国英语）.
27. ↑  Ho, Vanessa; Burkhart, Dan. . Entertainment Weekly. 1997-08-15  [2024-05-06]. （原始内容存档于2024-05-06） （英语）.
28. 1 2  DVD Production Notes: On Location 1998，第4頁.
29. ↑  DVD Production Notes: On Location 1998，第5頁.
30. ↑  DVD Production Notes: On Location 1998，第2-3頁.
31. 1 2 3  Oppenheimer 1997，第88頁.
32. ↑  Oppenheimer 1997，第90頁.
33. ↑  Oppenheimer 1997，第90-91頁.
34. ↑  Oppenheimer 1997，第91頁.
35. ↑  Magid 1997，第93-94頁.
36. 1 2 3 4 5  Magid 1997，第93頁.
37. ↑  DVD Special Features - The Postman's CGI Route 1998，第8分鐘處.
38. ↑  Oppenheimer 1997，第92頁.
39. ↑  DVD Special Features - The Postman's CGI Route 1998，第7分鐘處.
40. ↑  DVD Special Features - The Postman's CGI Route 1998，第9分鐘處.
41. ↑  DVD Special Features - The Postman's CGI Route 1998，第7分鐘、第8分鐘處.
42. ↑  Magid 1997，第96-97頁.
43. 1 2  Magid 1997，第98頁.
44. ↑  DVD Special Features - The Postman's CGI Route 1998，第3分鐘、第4分鐘處.
45. ↑  Goldstein, Patrick. . Los Angeles Times. 1999-09-15  [2024-04-11]. （原始内容存档于2020-07-26） （美国英语）.
46. ↑  Goldstein, Patrick. . Los Angeles Times. 1997-12-03  [2024-04-11]. （原始内容存档于2024-04-23） （美国英语）.
47. ↑  Heine 2016，第9-10頁.
48. 1 2  . Soundtrack.Net.   [2024-05-06]. （原始内容存档于2024-05-06） （英语）.
49. 1 2 3  爛番茄上《2013終極神差》的資料（英文）
50. ↑  需在下面的搜索框输入电影原名，便可查看搜尋結果：. www.filmratings.com.   [2024-04-07]. （原始内容存档于2024-05-02） （英语）.
51. 1 2  . Box Office Mojo.   [2024-04-11]. （原始内容存档于2018-06-25） （英语）.
52. ↑  . Los Angeles Times. 1997-12-30  [2024-04-11]. （原始内容存档于2024-04-18） （美国英语）.
53. ↑  Hindes, Andrew. . Variety. 1997-12-28  [2024-04-11]. （原始内容存档于2024-04-21） （美国英语）.
54. ↑  . Los Angeles Times. 1998-01-05  [2024-04-11]. （原始内容存档于2024-04-11） （美国英语）.
55. ↑  . The Numbers.   [2024-04-23]. （原始内容存档于2023-05-23）.
56. ↑  . Box Office Mojo.   [2024-04-11]. （原始内容存档于2023-04-08） （英语）.
57. 1 2  Metacritic上《2013終極神差》的資料（英文）
58. 1 2 3 4  Ebert, Roger. . RogerEbert.com.   [2024-05-02]. （原始内容存档于2024-04-08） （英语）.
59. 1 2 3  Wilmington, Michael. . Chicago Tribune. 1997-12-25  [2024-04-15]. （原始内容存档于2024-04-21） （美国英语）.
60. 1 2 3 4  Nathan, Ian. . Empire. 2006-07-31  [2024-05-06]. （原始内容存档于2024-05-03） （英语）.
61. 1 2  Clark, Mike. . USA Today. 1998-01-12  [2024-05-06]. （原始内容存档于2023-04-21） （英语）.
62. ↑  需在下面的搜索框输入电影原名，页面会自动显示评分：. CinemaScore.   [2024-03-16]. （原始内容存档于2018-01-02） （英语）.
63. 1 2 3 4 5 6 7  Turan, Kenneth. . Los Angeles Times. 1997-12-24  [2024-04-11]. （原始内容存档于2021-12-21） （美国英语）.
64. 1 2 3 4 5 6 7  McCarthy, Todd. . Variety. 1997-12-17  [2024-05-03]. （原始内容存档于2023-08-12） （美国英语）.
65. 1 2 3  Holden, Stephen. . The New York Times. 1997-12-24  [2024-05-02]. （原始内容存档于2019-12-07） （美国英语）.
66. 1 2  Tatara, Paul. . CNN. 1998-01-14  [2024-05-06]. （原始内容存档于2024-05-06） （英语）.
67. 1 2  Stack, Peter. . SFGate（英语：SFGate）. 1997-12-25  [2024-05-06]. （原始内容存档于2023-12-28） （英语）.
68. ↑  . Time Out. 2012-09-10  [2024-05-03]. （原始内容存档于2024-05-03） （英国英语）.
69. ↑  . Los Angeles Times. 1998-03-23  [2024-04-11]. （原始内容存档于2024-04-18） （美国英语）.
70. 1 2  Wilson, John. . Golden Raspberry Awards.   [2012-04-26]. （原始内容存档于2012-04-26） （英语）.
71. ↑  . The Envelope. Los Angeles Times.   [2006-09-08]. （原始内容存档于2006-09-08） （英语）.
72. ↑  . Stinkers Bad Movie Awards（英语：Stinkers Bad Movie Awards）.   [2024-04-09]. （原始内容存档于1999-10-08） （英语）.
73. ↑  . Stinkers Bad Movie Awards（英语：Stinkers Bad Movie Awards）.   [2024-04-09]. （原始内容存档于1999-10-10） （英语）.
74. ↑  Madigan, Nick. . Variety. 1998-01-22  [2024-04-27]. （原始内容存档于2024-04-27） （美国英语）.
75. ↑  Variety Staff. . Variety. 1998-03-30  [2024-04-27]. （原始内容存档于2024-05-06） （美国英语）.
76. ↑  . Los Angeles Times.   [2006-02-13]. （原始内容存档于2006-02-13）.
77. ↑  Wilson, John. . Golden Raspberry Awards. 2000-08-23  [2004-08-14]. （原始内容存档于2004-08-14） （英语）.
78. ↑  Wilson, John. . Golden Raspberry Awards. 2002-06-25  [2004-08-14]. （原始内容存档于2004-08-14） （英语）.

### 引用資料
書籍
- 中華民國電影年鑑編輯委員會 (编).  (pdf). 臺灣. 1999年7月  [2024-04-25]. （原始内容存档 (PDF)于2023-01-14） –國家電影資料館 （中文（臺灣））.
- Heine, Erik. . United State: Rowman & Littlefield（英语：Rowman & Littlefield）. 2016. ISBN 0-471-69159-3 –Google Books （英语）.
- Parish, James Robert. . United State: John Wiley & Sons, Inc. 2006. ISBN 0-471-69159-3 –Internet Archive （英语）.

雜誌
- Magid, Ron. . American Cinematographer（英语：American Cinematographer）. December 1997, 78 (12): 93, 94, 96-98  [2024-04-11]. （原始内容存档于2023-12-08） （英语）.
- Oppenheimer, Jean. . American Cinematographer（英语：American Cinematographer）. December 1997, 78 (12): 86-88, 90-92  [2024-04-11]. （原始内容存档于2023-12-08） （英语）.

影音
說明：「第X分鐘處」指的是相關內容出現在X分鐘0秒至X分鐘59秒之間
- Crew.  (The Postamn DVD). Warner Bros. 1998 （英语）.
- Crew.  (The Postamn DVD). Warner Bros. 1998 （英语）.

## 外部連結
- 官方网站（页面存档备份，存于）
- 互联网电影数据库（IMDb）上《2013終極神差》的资料（英文）
- AllMovie上《2013終極神差》的资料（英文）
- Box Office Mojo上《2013終極神差》的資料（英文）
- 爛番茄上《2013終極神差》的資料（英文）
- Metacritic上《2013終極神差》的資料（英文）